# Megapyge rufa
Megapyge rufa Caporiacco, 1947 è un ragno appartenente alla famiglia Thomisidae.
È l'unica specie nota del genere Megapyge.

## Distribuzione
L'unica specie oggi nota di questo genere è stata rinvenuta nella Guyana

## Tassonomia
Genere trasferito qui dalla famiglia Homalonychidae a seguito di un lavoro dell'aracnologo Roth del 1984.
Dal 1948 non sono stati esaminati altri esemplari, né sono state descritte sottospecie al 2014.